# 捆紮帶

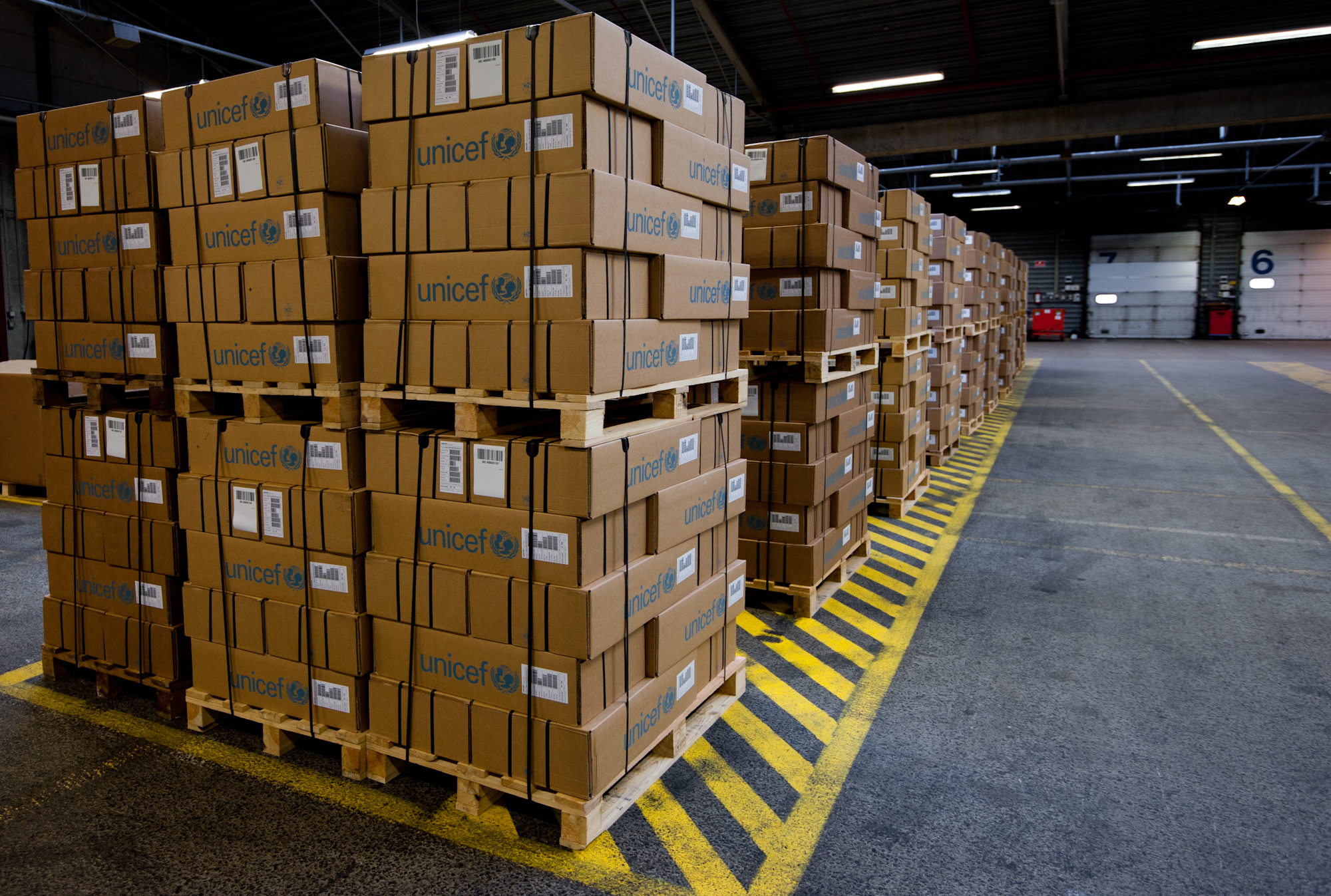
伸縮式瓦楞紙箱用捆紮帶封口。紙箱用捆紮帶固定在托盤上，貨物頂部設有護邊。

捆綁，是指將捆綁帶捆綁在物品上，使其結合、穩定、固定、加固或緊固的過程，捆紮在包裝產業最為常見。

## 捆紮材料
帶子是一種扁平、柔韌的材料，常見由鋼或各種塑膠或紙製成。

### 鋼

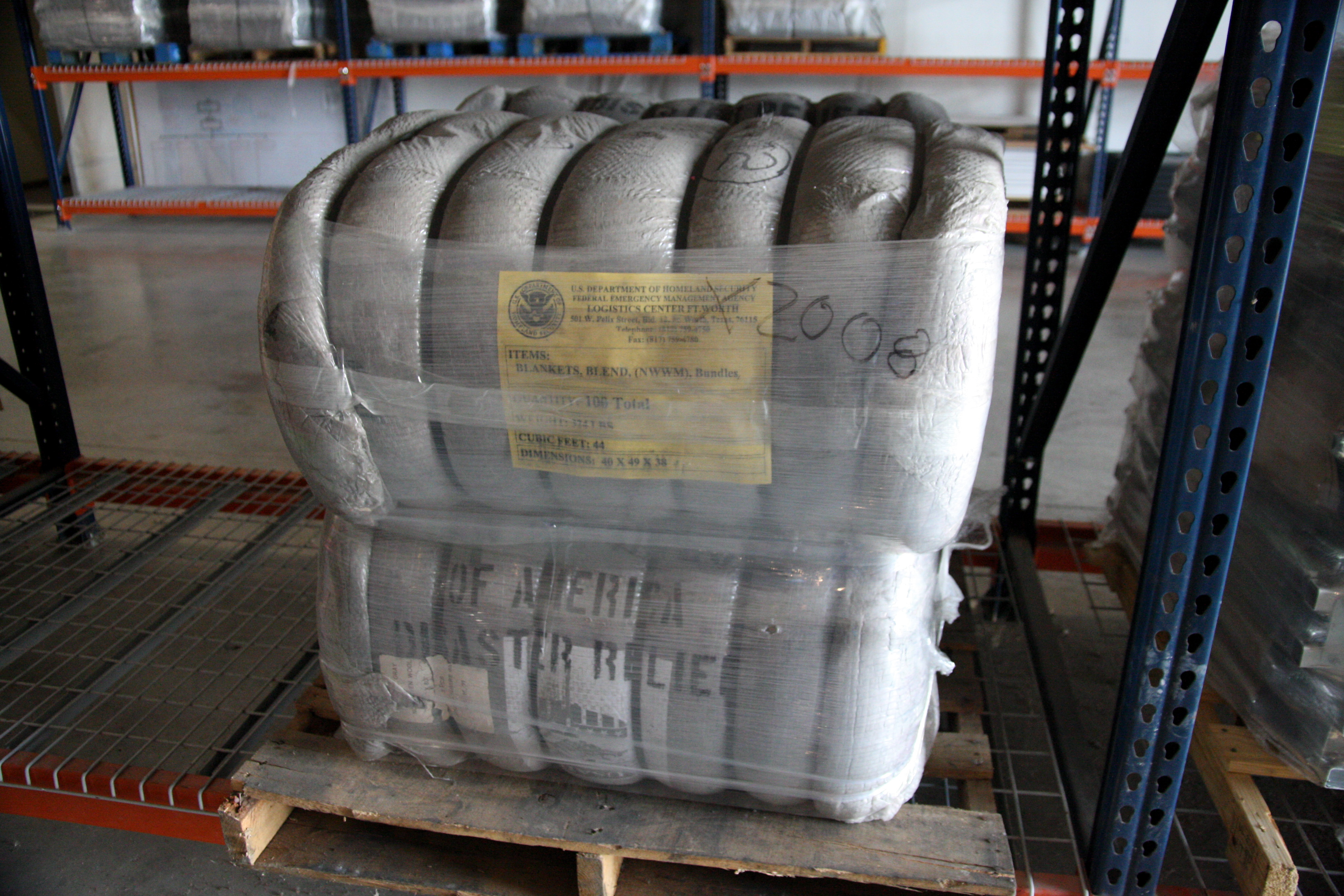
捆紮成捆的軟貨物

鋼帶是最古老、抗拉強度最高的捆紮材料。它有各種寬度和厚度，以及不同等級的鋼材。鋼帶用於需要高強度和最小拉伸的重型捆紮。鋼帶的表面處理包括：油漆、鍍鋅，並可與某些類型的張緊器配合使用。常見的應用包括鋼捲、金屬捆紮物、打包線、磚塊和其他鋪路材料以及捲筒端部捆紮。
由於鋼材在製造過程中會自然膨脹和收縮，鋼帶以重量而非長度出售。3/4 x 0.020 鋼帶捲每磅約19.6英尺（6.0）

### 聚丙烯
聚丙烯捆紮帶（定向或拉伸）是一種經濟實惠的材料，適用於輕型至中型單元化、碼垛和捆紮。它有各種寬度、厚度和聚合物變體（例如共聚物）可供選擇。大多數聚丙烯捆紮帶帶有壓紋，有些還帶有印花。本產品具有較高的斷裂伸長率，但在恆定應力下往往出現不可恢復的死伸長。最終使用者通常不知道的是，聚丙烯捆紮帶在一小時內會損失約50%的施加張力，而這種張力損失會隨著環境溫度的升高而加速。因此，雖然由於其儲存的能量可以吸收捆紮帶中發生的任何鬆弛，因此適用於包裝，但如果用於磚塊或混凝土等固體產品，一段時間後可能會出現不可接受的捆紮帶鬆弛。此外，聚丙烯捆紮帶易受紫外線降解，如果暴露在空氣中會迅速降解。可以透過指定使用黑色捆紮帶或紫外線抑制劑來減輕紫外線降解。
聚丙烯捆紮帶可以印刷。為了獲得最高的品質和精度，可以在生產過程中（以及壓紋前）進行印刷。也可以在壓花後的後製中進行印刷，但品質會降低。

### 聚酯纖維

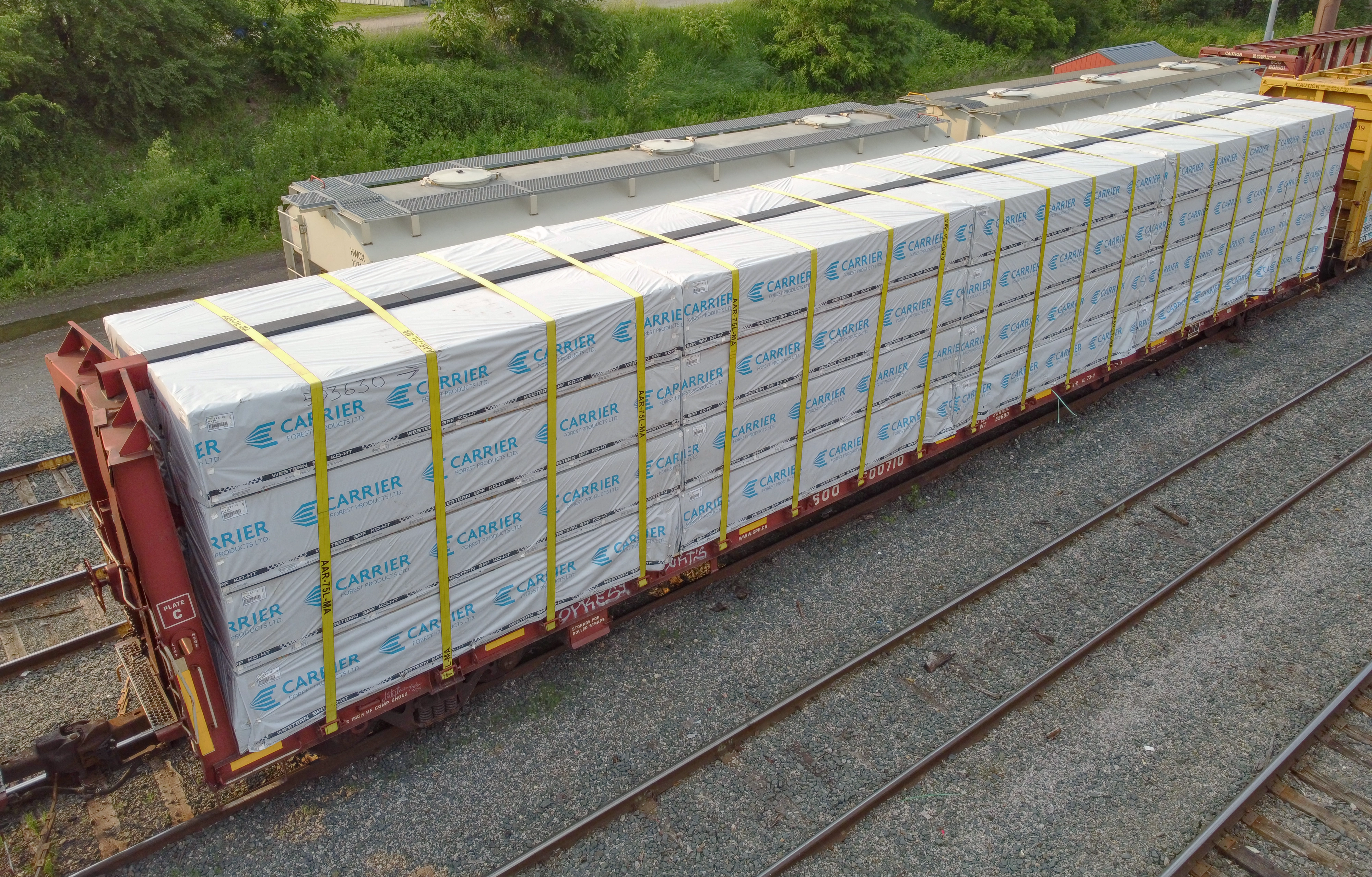
附聚酯捆紮捲帶的中心梁平板車

聚酯纖維是最強韌的塑膠捆紮產品，在某些行業中被用作鋼帶的可行替代品。聚酯纖維在剛性負載上具有出色的保持張力。其優異的恢復性能有助於負載吸收衝擊力，而不會導致捆紮帶斷裂。

### 尼龍
尼龍帶是三種塑膠中強度最高的，但由於價格昂貴，目前很少使用。尼龍帶曾經非常流行，但隨著時間的推移，聚酯帶幾乎完全取代了尼龍帶。然而，尼龍帶仍然在冷藏室應用中使用，因為它不像其他類型的塑膠那樣容易移動。

### 繩編和編織
帶和編織帶的結構多種多樣，主要由聚酯纖維和人造絲製成。部分類型可重複使用。由於系統採用扣環連接，因此繩帶和編織帶的系統強度比鋼帶更高。繩帶聚酯纖維捆紮帶的伸長率也高於其他捆紮系統，使其成為海運和鐵路運輸的理想選擇。由於繩帶和編織帶輕盈柔軟，因此也是比鋼帶更安全的替代品。

### 紙
紙帶用於在工業流程中捆紮紙製品。這樣，無需切割捆紮帶，即可將紙製品送入生產流程，避免產品過早散落。

## 捆紮帶的用途
範例包括:
- 將物品捆綁在一起以便處理和運輸：報紙、管道、木材、混凝土塊等。
- 將物品固定在托盤、墊木和板條箱上[3]
- 將物品固定在平板車、平板拖車上。
- 固定磚塊、包裝玻璃、金屬零件等的單位負載。
- 瓦楞紙箱和貨櫃的封口。
- 固定鋼捲或紙捲。
- 存放農產品或紡織品。
- 在聯運貨櫃、棚車、和半拖車內裝載固定物品。[4]

捆紮帶通常以完整的水平或垂直形式使用。護邊裝置用於幫助在角落分散負載，並減少捆紮帶張緊對負載造成的損壞。捆紮帶也可製成環狀，固定在軌道車、滑軌等固定位置。

## 連接方法
鋼帶的密封方式包括密封槽口接頭、密封捲邊接頭、無密封接頭或焊接。根據應用情況，密封件有各種形狀；有些可以在鋼帶張緊後安裝，而有些則必須在張緊前安裝。為了形成密封，密封件和鋼帶的兩側都有槽口；如果形成一組槽口，則稱為單槽口接頭，如果形成兩組槽口，則稱為雙槽口接頭。捲邊接頭也使用密封件，但使用捲邊波浪而不是成型槽口。這些捲邊會形成很大的摩擦力，從而防止接頭滲漏。無密封接頭是透過在鋼帶中間 形成互鎖鍵而形成的。
塑膠帶最常見的連接方法是加熱接頭，使皮帶熔化。對於較細的帶子（通常為16 mm（0.63英寸）或更窄），則使用熱刀系統加熱。首先，熱刀在帶子之間移動。然後，壓板上升，將帶子和熱刀壓在砧座上，這個過程大約需要幾十毫秒。然後，壓板下降，熱刀移開。當熱刀完全離開帶子後，壓板再次上升並壓緊接頭，使帶子熔化的部分混合併硬化。

## 裝置
有兩種主要類型的捆紮設備：手動工具和電動捆紮機。

### 手動工具
手動工具有兩種類型：手動和自動。

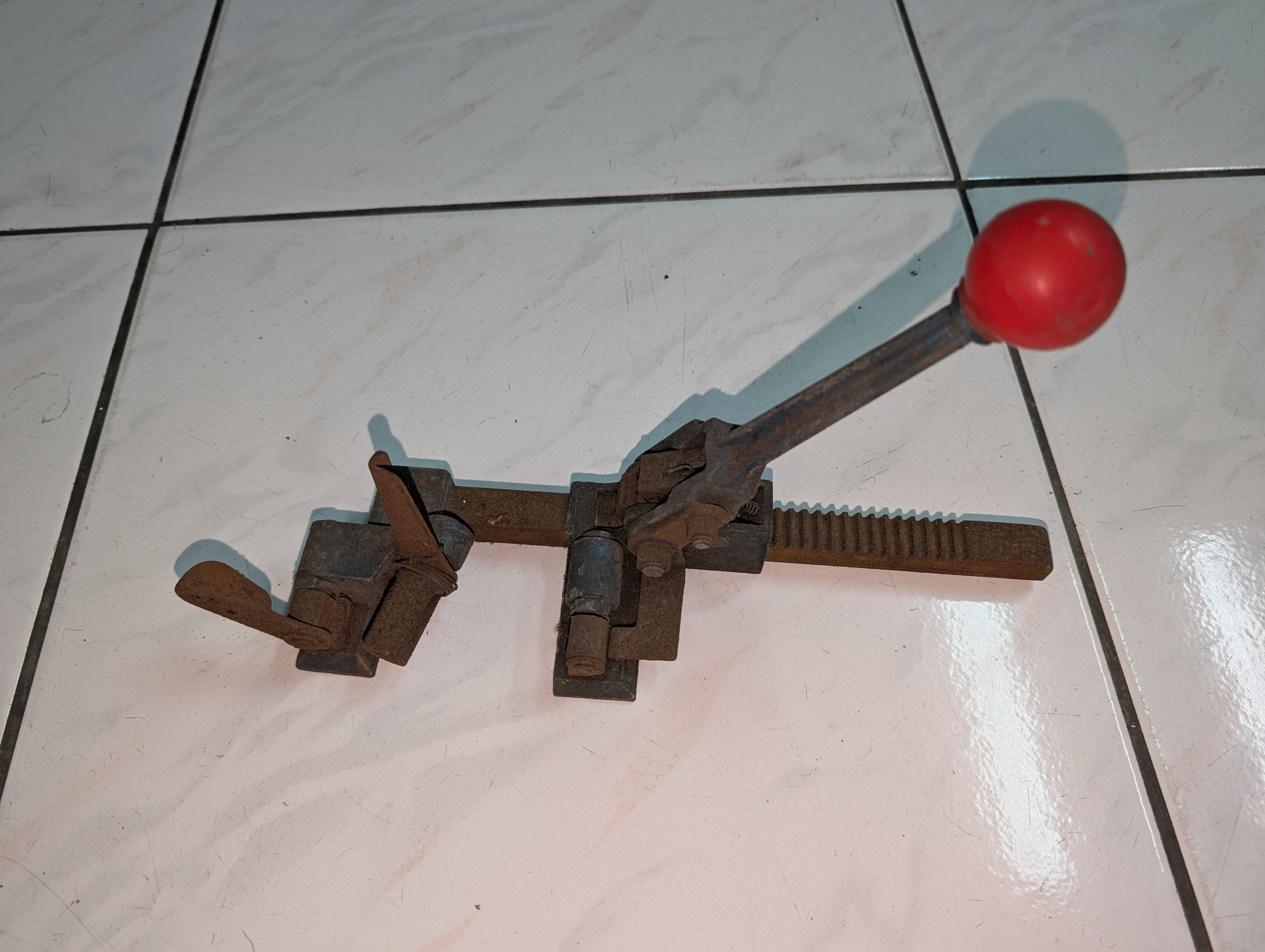
手動打包拉緊器

手動和自動工具均可組合使用，執行拉緊、密封和切割功能，也可單獨使用拉緊器、夾扣器和切割器。手動和自動鋼材封口機可使用鐵扣或束扣。
手動拉緊器和壓接系統適用於小批量應用。塑膠帶手動封口機通常使用密封件和壓縮接頭（鋸齒狀密封件）或（光滑面密封件）。
自動手動工具適用於大量應用。自動工具可由電池供電或壓縮空氣。用於塑膠帶的自動手動工具採用摩擦焊接。

### 電動捆紮機

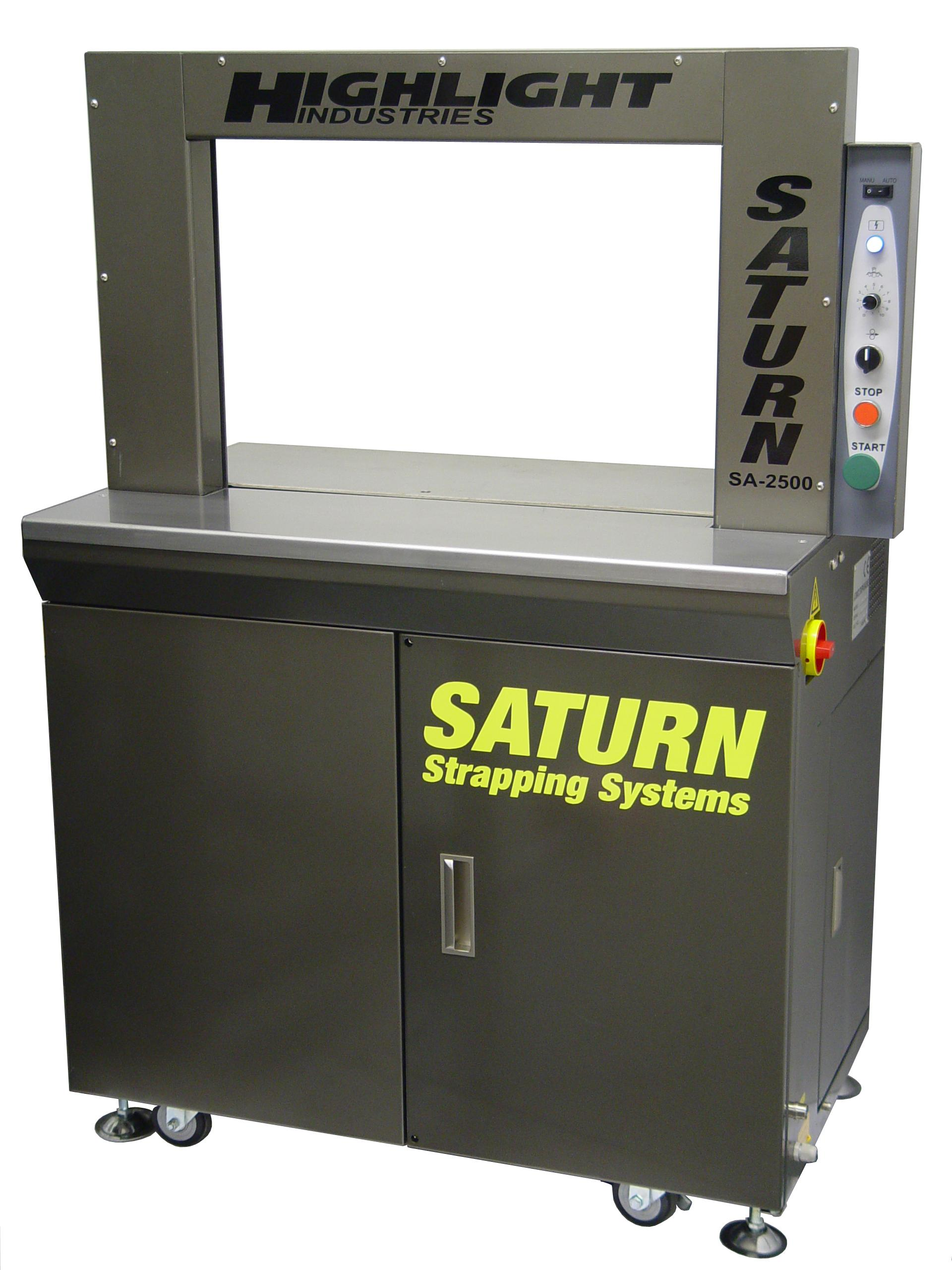
桌面拱形捆紮機。

電動捆紮機，也稱為電動打包機，用於大量應用或特殊用途。它們有水平和垂直兩種方向可選（其中垂直方向更為常見）。它們還提供底部密封、側面密封和頂部密封三種方向，這三個方向決定了捆紮接頭在捆紮物上的位置。
捆紮機分為半自動和全自動兩種。全自動捆紮機還可與輸送系統連線使用。光感測器用於偵測捆包是否處於正確位置，停止輸送機並啟動捆紮機。然而，大多數捆紮機都是獨立應用的。半自動和全自動捆紮機可顯著提高倉庫效率，並提升包裝產品的整體外觀節省的人力成本。
半自動和全自動捆紮機都可以輕鬆納入包裝生產線，其中包裝台和捆紮機位於可操作的高度。
捆紮機等捆紮機可以將各種不同形狀和尺寸的產品單元化並固定起來。
然而，捆紮機對被捆紮產品的損傷較小，因為市面上可用的捆紮帶寬度更大（20毫米～100毫米）、表面積更大，從而最大限度地減少了對敏感產品的損傷。捆紮機也可以使用紙帶，這是比塑膠捆紮帶更環保的替代品。
操作透過光電感測器、腳踏板或 PLC 進行，允許這些機器整合到生產線中或獨立操作。
自動捆紮機可以透過自動拉緊、密封和切割的聚丙烯捆紮帶實現解放雙手的包裹固定。
這些機器可以透過腳踏板或包裹感測器進行操作，這使其成為批量處理的理想選擇。
半自動捆紮機可讓一名操作員自動張緊、密封和切割聚丙烯捆紮帶，以便將任何尺寸的箱子整齊、牢固地固定。
可調節的帶子張力以適合每個包裝，防止帶子損壞較軟的盒子。

## 進一步閱讀
- Yam, K. L., "Encyclopedia of Packaging Technology", John Wiley & Sons, 2009, ISBN 978-0-470-08704-6